# 1976-os labdarúgó-Európa-bajnokság
Az 1976-os labdarúgó-Európa-bajnokság a futball történetének 5. Európa-bajnoksága volt. A torna záró szakaszát Jugoszláviában rendezték június 16. és 20. között. Az Eb-t a csehszlovák csapat nyerte.
A rendező országot csak a selejtezők lejátszása után döntötték el. Ez volt az utolsó olyan Eb, amikor a házigazdát a selejtezők lejátszása után választották ki, és amelyen négy csapat vett részt. 1980-tól nyolc csapatosra bővült az Európa-bajnokság. A torna mindegyik mérkőzése csak hosszabbítás után ért véget.

## Selejtezők
A selejtezőket 1974 és 1976 között játszották. A csoportkörben a 32 válogatottat nyolc csoportba osztották. A mérkőzéseket oda-visszavágós rendszerben játszották le. A győzelem 2 pontot, a döntetlen 1 pontot ért, a vereségért nem járt pont. A nyolc csoportelső továbbjutott a negyeddöntőbe.
A negyeddöntőben négy párosítást sorsoltak, a csapatok oda-visszavágós rendszerben mérkőztek meg egymással. A négy győztes jutott be az Európa-bajnokság záró szakaszába.

## Záró szakasz

### Helyszínek
| Belgrád               | Zágráb           |
| --------------------- | ---------------- |
| Crvena zvezda Stadion | Maksimir Stadion |
| Férőhely: 54 000      | Férőhely: 45 000 |
|                       |                  |

### Játékvezetők
- Clive Thomas
- Alfred Delcourt
- Walter Hungerbühler
- Sergio Gonella

### Elődöntők
|  |                      |               |           |                      |       |               |               |       |
|  | Elődöntők            | Elődöntők     | Elődöntők |                      |       | Döntő         | Döntő         | Döntő |
|  | Elődöntők            | Elődöntők     | Elődöntők |                      |       | Döntő         | Döntő         | Döntő |
|  | június 16. – Zágráb  |               |           |                      |       |               |               |       |
|  |                      |               |           |                      |       |               |               |       |
|  | Csehszlovákia        | Csehszlovákia | 3         |                      |       |               |               |       |
|  | Csehszlovákia        | Csehszlovákia | 3         | június 20. – Belgrád |       |               |               |       |
|  | Hollandia            | Hollandia     | 1         |                      |       |               |               |       |
|  | Hollandia            | Hollandia     | 1         |                      |       | Csehszlovákia | Csehszlovákia | 2 (5) |
|  | június 17. – Belgrád |               |           |                      |       | Csehszlovákia | Csehszlovákia | 2 (5) |
|  |                      |               | NSZK      | NSZK                 | 2 (3) |               |               |       |
|  | Jugoszlávia          | Jugoszlávia   | NSZK      | NSZK                 | 2 (3) | 2             |               |       |
|  | Jugoszlávia          | Jugoszlávia   |           |                      |       |               |               |       |
|  | NSZK                 | NSZK          | 4         |                      |       |               |               |       |
|  | NSZK                 | NSZK          | 4         | Bronzmérkőzés        |       |               |               |       |
|  |                      |               |           |                      |       |               |               |       |
|  | június 19. – Zágráb  |               |           |                      |       |               |               |       |
|  |                      |               |           |                      |       |               |               |       |
|  | Hollandia            | Hollandia     | 3         |                      |       |               |               |       |
|  | Hollandia            | Hollandia     | 3         |                      |       |               |               |       |
|  | Jugoszlávia          | Jugoszlávia   | 2         |                      |       |               |               |       |
|  | Jugoszlávia          | Jugoszlávia   | 2         |                      |       |               |               |       |

| 1976. június 16. 20:15 |

| Csehszlovákia                      | 3–1 (h. u.)                 | Hollandia          |
| ---------------------------------- | --------------------------- | ------------------ |
| Ondruš 19' Nehoda 114' Veselý 118' | (1–0, 1–1, 1–1) Jegyzőkönyv | Ondruš 73' (öngól) |

| Maksimir Stadion, Zágráb Nézőszám: 17 969 Játékvezető: Clive Thomas (walesi) |

| 1976. június 17. 20:15 |

| Jugoszlávia             | 2–4 (h. u.)                 | NSZK                           |
| ----------------------- | --------------------------- | ------------------------------ |
| Popivoda 19' Džajić 30' | (2–0, 2–2, 2–2) Jegyzőkönyv | Flohe 64' Müller 82' 115' 119' |

| Crvena zvezda Stadion, Belgrád Nézőszám: 50 562 Játékvezető: Alfred Delcourt (belga) |

### Bronzmérkőzés
| 1976. június 19. 20:15 |

| Hollandia                         | 3–2 (h. u.)            | Jugoszlávia               |
| --------------------------------- | ---------------------- | ------------------------- |
| Geels 27' 107' van de Kerkhof 39' | (2–1, 2–2) Jegyzőkönyv | Katalinski 43' Džajić 82' |

| Maksimir Stadion, Zágráb Nézőszám: 6766 Játékvezető: Walter Hungerbühler (svájci) |

### Döntő
| 1976. június 20. 20:15 |

| Csehszlovákia                        | 2–2 (h. u.)                 | NSZK                         |
| ------------------------------------ | --------------------------- | ---------------------------- |
| Švehlík 8' Dobiaš 25'                | (2–1, 2–2, 2–2) Jegyzőkönyv | Müller 28' Hölzenbein 89'    |
| Büntetőpárbaj                        |                             |                              |
| Masný Nehoda Ondruš Jurkemik Panenka | 5–3                         | Bonhof Flohe Bongartz Hoeneß |

| Crvena zvezda Stadion, Belgrád Nézőszám: 30 790 Játékvezető: Sergio Gonella (olasz) |

| Az 1976-os labdarúgó-Európa-bajnokság győztese |
| ---------------------------------------------- |
| · Csehszlovákia · 1. cím                       |

## Gólszerzők
4 gólos
- Dieter Müller

2 gólos
- Ruud Geels
- Dragan Džajić

1 gólos
- Karol Dobiaš
- Zdeněk Nehoda
- Anton Ondruš
- Ján Švehlík
- František Veselý
- Willy van de Kerkhof
- Josip Katalinski
- Danilo Popivoda
- Heinz Flohe
- Bernd Hölzenbein

Öngólos
- Anton Ondruš

## Végeredmény

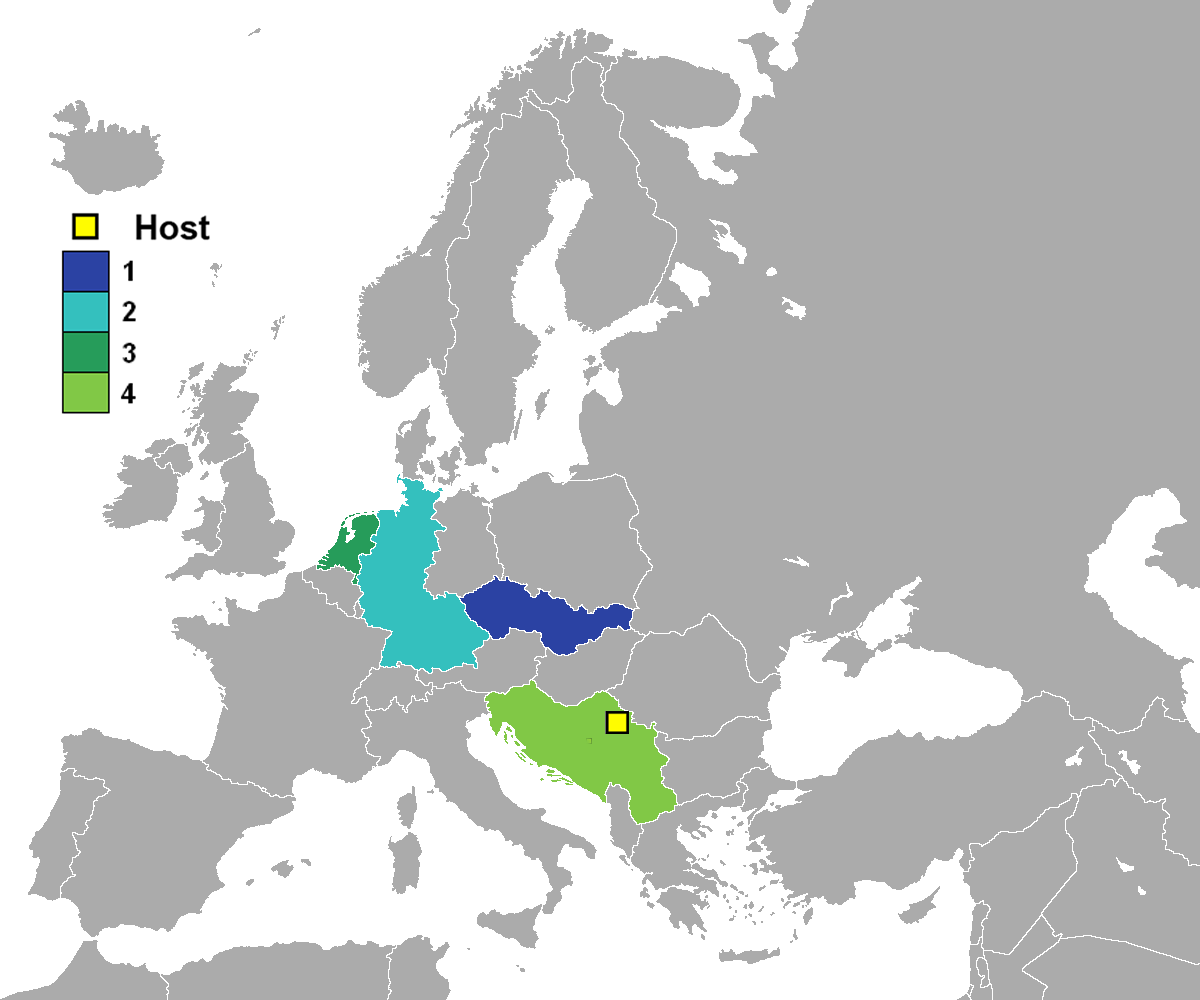
Az 1976-os Európa-bajnokságon részt vevő országok helyezései

A hazai csapat eltérő háttérszínnel kiemelve.
| Helyezés | Nemzet        | M | Gy | D | V | G+ | G– | Gk | P |
| -------- | ------------- | - | -- | - | - | -- | -- | -- | - |
| Arany    | Csehszlovákia | 2 | 1  | 1 | 0 | 5  | 3  | +2 | 3 |
| Ezüst    | NSZK          | 2 | 1  | 1 | 0 | 6  | 4  | +2 | 3 |
| Bronz    | Hollandia     | 2 | 1  | 0 | 1 | 4  | 5  | –1 | 2 |
| 4.       | Jugoszlávia   | 2 | 0  | 0 | 2 | 4  | 7  | –3 | 0 |